# Decacarbonilo de dirrenio
El decacarbonilo de dirrenio es un compuesto inorgánico con la fórmula química Re2(CO)10. Disponible comercialmente, se utiliza como punto de partida para la síntesis de muchos complejos de renio. Fue reportado por primera vez en 1941 por Walter Hieber, quien lo preparó mediante carbonilación reductora de renio. El compuesto consiste en un par de unidades pirámides cuadradas de Re(CO)5 unidas mediante un enlace metal-metal Re-Re, que produce un complejo de carbonilo homoléptico.

## Historia
En la década de 1930, Robert Mond desarrolló métodos que usaban mayor presión y temperatura para producir nuevas formas de carbonilos metálicos. Un destacado científico del siglo XX, Walter Hieber, fue crucial para el desarrollo adicional del decacarbonilo de dirrenio. Los esfuerzos iniciales produjeron complejos metálicos mononucleares, pero tras un desarrollo posterior, Hieber descubrió que al usar Re2O7 como material de partida sin disolvente, se podía lograr un complejo de dirrenio, consiguiendo una interacción Re-Re.

## Estructura y propiedades
La estructura cristalina de Re2(CO)10 es relativamente conocida. El compuesto consta de un par de unidades de pirámides de base cuadrada Re(CO)5, presente en el estado de oxidación 0, unidas por un enlace metal-metal (Re-Re), por lo tanto, debe considerarse como clúster metálico según la definición de Cotton. Hay dos conformaciones diferentes que pueden ocurrir: alternada y eclipsada. La conformación eclipsada ocurre aproximadamente el 30% del tiempo, produciendo un grupo puntual D4h, pero la forma alternada, con el grupo de puntos D4d, es más estable. La longitud del enlace Re-Re se determinó experimentalmente a partir de los datos de un análisis de estructura de rayos X de un monocristal, y es de 304 pm.
El Re2(CO)10 cumple la regla de los 18 electrones: Re(0) tiene 7 electrones externos (2x7=14), cada ligando carbonílico aporta 2 electrones (2x10=20), el enlace metal-metal tiene 2 electrones → 14 + 20 + 2 = 36 (como hay dos núcleos metálicos: 36/2=18).
Este compuesto tiene una banda de absorción IR amplia en la región de  1800 cm−1 que se puede asignar a dos componentes centrados en 1780 y 1830 cm−1, como resultado de la adsorción del grupo CO. Los nueve grupos restantes de CO en Re2(CO)10 dan la absorción IR compleja en la región de 1950–2150 cm−1.  El Re2(CO)10 (D4d) tiene una representación de estiramiento de CO de 2A1+E2 + E3+ 2B2 +E1, donde 2B2 + E1 son activos en IR.  Para una molécula perturbada axialmente (C4v) de Re2(CO)10, se encontró que la representación de estiramiento de CO era 2E+B1+B2+3A1, donde los modos activos en IR eran 2E+3A1.
Su identidad también puede confirmarse mediante espectrometría de masas, utilizando el patrón isotópico del renio (185Re y 187Re).
Está en forma de escamas incoloras, estables al aire (del éter de petróleo). A temperaturas más altas, la descomposición tiene lugar con deposición del metal. Es insoluble en agua, moderadamente soluble en hidrocarburos alifáticos y altamente soluble en tetrahidrofurano y cloruro de metileno.

## Síntesis química
El sólido se produce a partir de óxido de renio(VII) (Re2O7) directamente por reducción con monóxido de carbono a 350 atm de presión y 250 °C:
{\displaystyle \mathrm {Re_{2}O_{7}+17\ CO\longrightarrow \ Re_{2}(CO)_{10}+7\ CO_{2}} }
También se puede obtener del renato de potasio:
{\displaystyle \mathrm {KReO_{4}+17\ CO\longrightarrow \ Re_{2}(CO)_{10}+6\ CO_{2}+K_{2}CO_{3}} }

## Reactividad química
El decacarbonilo de dirrenio, como el resto de carbonilos metálicos, es un punto de partida común a otros carbonilos de renio. La reactividad general es similar a los carbonilos de manganeso. Así, los ligandos carbonilo pueden ser desplazados por otros ligandos tales como fosfinas y fosfitos (denotado por L):
{\displaystyle \mathrm {Re_{2}(CO)_{10}+2\ L\longrightarrow \ Re_{2}(CO)_{8}L_{2}} }
Este compuesto también puede "craquearse" a complejos mononucleares de carbonilo de Re(I) por halogenación:
{\displaystyle \mathrm {Re_{2}(CO)_{10}+X_{2}\longrightarrow \ 2\ Re(CO)_{5}X} } (X = Cl, Br, I)
En presencia de agua, la fotólisis del Re2(CO)10 produce un complejo de hidróxido:
{\displaystyle \mathrm {Re_{2}(CO)_{10}\longrightarrow \ HRe(CO)_{5}+Re_{4}(CO)_{12}(OH)_{4}} }
Esta reacción incluye la escisión del enlace Re-Re y la síntesis de HRe(CO)5, que puede usarse para preparar otros complejos catalizadores que pueden aplicarse a soportes para hacer catalizadores heterogéneos.